# Katie Cassidy
Katherine Evelyn Anita „Katie“ Cassidy (* 25. listopadu 1986, Los Angeles, Kalifornie, Spojené státy americké) je americká herečka. Nejvíce se proslavila rolemi v seriálech Arrow, Melrose Place, Super drbna a Lovci duchů a ve filmech Na lince je vrah (2006), Černé Vánoce (2006), 96 hodin (2008), Noční můra v Elm Street (2010), Monte Carlo (2011) a The Scribbler (2014). Zlom v kariéře nastal s rolí Laurel Lance/Black Canary v seriálu stanice The CW Arrow. Roli si zopakovala v seriálech The Flash a Legends of Tomorrow.

## Životopis
Katie se narodila v Los Angeles. Je dcerou herce Davida Cassidyho a Sherry Benedonové. Jejími prarodiči jsou herci Jack Cassidy a Evelyn Ward, je neteř televizního producenta Shauna Cassidyho a herce Patricka Cassidyho.

## Kariéra

### Televize
V roce 2003 se poprvé objevila před kamerou v dramatickém seriálu televizní stanice Lifetime Strážkyně zákona, pokračovala s hostujícími rolemi v seriálech Celebrity Apprentice 4, Listen Up a Nová holka. V roce 2005 se objevila ve čtyřech epizodách seriálu Sedmé nebe a ten samý rok v seriálu Sex, láska a tajemství. V roce 2007 se objevila v šesti epizodách televizního seriálu stanice The CW Lovci duchů, kde si zahrála roli Ruby, démona. Pro rok 2008 byla nahrazena herečkou Genevieve Cortese.
V říjnu 2008 bylo oznámeno, že byla obsazena do hororového mini-seriálu stanice CBS Ostrov smrti jako Patricia „Trish“ Wellington. Seriál měl premiéru 9. dubna 2009 a epizodu sledovalo 10,21 milionů diváků.
V únoru 2009 získala hlavní roli v seriálu stanice The CW Melrose Place. Seriál měl premiéru 8. října 2008 a epizodu sledovalo 2,31 milionů diváků. Seriál byl zrušen v květnu roku 2010, kvůli malé sledovanosti.
V červnu 2010 bylo oznámeno, že získala vedlejší roli ve čtvrté sérii seriálu stanice The CW Super drbna. Objevila se v 11 epizodách.
V březnu 2011 byla obsazena do pilotu stanice ABC Georgetown, kde měla hrál Nikki. Seriál však nebyl vybrán.
V roce 2012 získala hlavní roli v seriálu stanice The CW Arrow. Seriál měl premiéru 10. října 2012. Cassidy seriál opustila, co její postava zemřela v osmnáctém díle čtvrté řady vysílaném 6. dubna 2016. V roli dvojnice Laurel ze Země 2 se poprvé objevila v seriálu The Flash. V červenci 2016 bylo oznámeno, že Cassidy podepsala smlouvu se společností Warner Bros. a objeví se v několika CW seriálech, jako je Arrow, The Flash a Legends of Tomorrow. V roce 2016 si zahrála v hororovém filmu Wolves at the Door. V roce 2017 svůj hlas propůjčila do videohry Hidden Agenda.

### Film
V roce 2006 se objevila v hororovém filmu Na lince je vrah, Klik – život na dálkové ovládání, Ztracený a Černé Vánoce. Film Černé Vánoce měl premiéru 15. prosince 2006 a obdržel negativní kritiky.
V dubnu 2010 se objevila v předělávce hororového filmu Noční můra v Elm Street. Za roli byla nominována na cenu Teen Choice Award v kategorii Herečka v hororovém/thrillerovém filmu. Cenu získala Megan Fox. Krátce po premiéře filmu bylo oznámeno, že získala roli v komediálním filmu Monte Carlo, ve kterém také hrají Leighton Meesterová a Selena Gomez. Film měl premiéru 1. července 2011. Film vydělal 39 milionů po celém světě.
V květnu 2012 byla obsazena do filmu The Scribber, ve kterém také hrají Eliza Dushku, Michelle Trachtenberg a Gina Gershon. V roce 2016 si zahrála roli Sharon v hororovém filmu Wolves at the Door.

## Osobní život
V roce 2016 začala chodit s Matthewem Rodgersem, se kterým se 5. června 2017 zasnoubila. Dvojice se vzala dne 8. prosince 2018. Dne 8. ledna 2020 požádala o rozvod.

## Filmografie

### Film
| Rok  | Název                            | Role                         | Poznámky   |
| ---- | -------------------------------- | ---------------------------- | ---------- |
| 2006 | Na lince je vrah                 | Tiffany Madison              |            |
| 2006 | Ztracený                         | Dee Dee                      |            |
| 2006 | Klik – život na dálkové ovládání | Samantha Newman ve 27 letech |            |
| 2006 | Černé Vánoce                     | Kelli Presley                |            |
| 2007 | You Are Here                     | Apple                        |            |
| 2007 | Přežij!                          | Jewel                        |            |
| 2007 | Na lince je vrah                 | Jessie                       |            |
| 2008 | 96 hodin                         | Amanda                       |            |
| 2010 | Noční můra v Elm Street          | Kris Fowles                  |            |
| 2011 | Monte Carlo                      | Emma Perkins                 |            |
| 2013 | Vražda za vraždu                 | Amanda Rowe                  | video film |
| 2014 | The Scribbler                    | Suki                         |            |
| 2016 | Vlci za dveřmi                   | Sharon Tate                  |            |
| 2018 | Grace                            | Dawn Walsh                   |            |
| 2018 | Cover Version                    | Jackie                       |            |

### Televize
| Rok        | Název                    | Role                                          | Poznámky                                                       |
| ---------- | ------------------------ | --------------------------------------------- | -------------------------------------------------------------- |
| 2003       | Strážkyně zákona         | Mladá CD                                      | díl: „Oh Mother, Who Art Thou?“                                |
| 2005       | Listen Up                | Rebecca                                       | díl: „Snub Thy Neighbor“                                       |
| 2005       | Sedmé nebe               | Zoe                                           | 4 díly                                                         |
| 2005       | Sex, láska a tajemství   | Gabrielle                                     | 2 díly                                                         |
| 2007–2008  | Lovci duchů              | Ruby                                          | Hlavní role (3. řada); 6 dílů                                  |
| 2009       | Ostrov smrti             | Patricia „Trish“ Wellington                   | Mini-seriál; 13 dílů                                           |
| 2009–2010  | Melrose Place            | Ella Simms                                    | Hlavní role, 18 dílů                                           |
| 2010, 2012 | Super drbna              | Juliet Sharp                                  | 12 dílů                                                        |
| 2011       | The Celebrity Apprentice | Samu sebe                                     | díl: „Pepperoni Profit“                                        |
| 2011       | Nová holka               | Brooke                                        | díl: „Svatební noc“                                            |
| 2012–2020  | Arrow                    | Laurel Lance/Black Canary/Black Siren         | Hlavní role (1.–4. řada, 6.–8. řada), host (5. řada), 152 dílů |
| 2015–2018  | The Flash                | Laurel Lance/Black Canary/Black Siren/Siren-X | 3 díly                                                         |
| 2016–2017  | Legends of Tomorrow      | Laurel Lance                                  | 2 díly                                                         |
| 2016       | Whose Line Is It Anyway? | Samu sebe                                     | díl: „Katie Cassidy“                                           |
| 2017       | Vixen: The Movie         | Laurel Lance (hlas)                           | TV film                                                        |

### Hudební videa
| Rok  | Název          | Umělec          |
| ---- | -------------- | --------------- |
| 2004 | „Just Lose It“ | Eminem          |
| 2005 | „She's No You“ | Jesse McCartney |

### Internet
| Rok  | Název | Role                | Poznámky |
| ---- | ----- | ------------------- | -------- |
| 2016 | Vixen | Laurel Lance (hlas) | 4 díly   |

### Videohry
| Rok  | Název         | Role         | Poznámky |
| ---- | ------------- | ------------ | -------- |
| 2017 | Hidden Agenda | Becky Marney |          |

## Ocenění a nominace
| Rok  | Ocenění                       | Kategorie                                                   | Nominována za           | Výsledek  |
| ---- | ----------------------------- | ----------------------------------------------------------- | ----------------------- | --------- |
| 2010 | Fright Meter Award            | nejlepší herečka ve vedlejší roli                           | Noční můra v Elm Street | nominace  |
| 2010 | Teen Choice Awards            | nejlepší filmová herečka: horor/thriller                    | Noční můra v Elm Street | nominace  |
| 2013 | Teen Choice Awards            | nejlepší seriálová herečka: sci-fi/fantasy                  | Arrow                   | nominace  |
| 2015 | PRISM Award                   | nejlepší výkon v dramatickém seriálu (více-epizodní příběh) | Arrow                   | vítězství |
| 2018 | Filmový festival First Glance | nejlepší filmová herečka:                                   | Grace                   | vítězství |